# 勇救莎翁 (神秘博士)
〈勇救莎翁〉（英語：The Shakespeare Code）是英国科幻电视剧《神秘博士》系列3第2集，2007年4月7日在BBC One首播。大衛·田納特飾演的博士和弗莉瑪·阿吉曼飾演的瑪莎·瓊斯是主演。該集講述博士首次帶著瑪莎進行時間旅行，來到1599年並結識劇作家威廉·莎士比亞。但三個潛伏在地球的女巫型外星人伺機而動，企圖利用莎士比亞的戲劇來放出被囚禁的同胞。

## 劇情
博士帶著瑪莎來到1599年觀賞莎士比亞的舞台劇，卻意外聽見莎士比亞在演出完畢後宣布明日將演出新戲《愛的勝利》，使博士面露疑色，因為這齣戲並不存在於後代的紀錄中，只單單保留了劇名，因此決定留下一探究竟。當博士攜同瑪莎前往拜會莎士比亞時，正好遇見舞台總監放話要封殺莎士比亞明晚的演出，在瑪莎以為"愛的勝利"即因此消失時，博士卻不以為然。
沒多久，舞台總監便遇上一名前來挑逗誘惑的侍女，被她伺機拔下幾根頭髮，然後這侍女以巫術把繫有頭髮的稻草人淹入水裡，使舞台總監在平地上被淹死。身為實習醫生的瑪莎聽見舞台總監的叫喚後，趕緊跟博士出外查探，意外發現舞台總監死於溺水。為防眾人以為巫術作祟，博士順口掰了體液流失的理由搪塞，但在瑪莎的追問下，坦言舞台總監確實死於巫術。
原來形似女巫的三名凱力奧人（Carrionites）正暗中利用莎士比亞，寫出她們希望的文字，好釋放其他被禁錮的同伴，並在旅店老闆娘發現她們行蹤時再度用巫術殺死老闆娘。女巫騎著掃把飛揚天空的背影，讓莎士比亞想起建造的環球劇場的朋友彼得也曾談論過有關女巫的事，因此在博士的請託下，於隔日帶他跟瑪莎前往精神病院探視已經發瘋的彼得。
當博士用簡易的催眠術讓彼得說出女巫控制他建造14邊形的環球劇場後，一名發現博士調查行動的凱力奧人現身於精神病院殺死了彼得，當她要對博士施予毒手時，博士已經認出她們來歷，反而喊出她們的名字，藉由「點名」的魔力逼走凱力奧人。博士透過莎士比亞所言的劇本內容跟環球劇場的形狀，推斷出凱力奧人的圖謀，因此和莎士比亞、瑪莎分頭前進，阻止《愛的勝利》上演。
但莎士比亞先被凱力奧人弄暈，而博士和瑪莎也遭受狙擊，所幸瑪莎因為是時空穿越者巫術無法將她殺死，而博士的心跳雖然也被凱力奧人用巫術停止，但擁有兩個心臟的博士在瑪莎的幫助下很快恢復過來，飛奔至環球劇場。但博士和瑪莎受這一阻，趕到時"愛的勝利"已經演到最終幕，大量的凱力奧人獲得釋放在空中飛舞。
面對這等危險，博士推斷出既然凱力奧人是利用莎士比亞將同伴放出，反過來莎士比亞同樣擁有再度封印她們的能力，因此讓莎士比亞即興創作一段文字，而在莎士比亞詞窮之際，瑪莎也急中生智補上《哈利波特》裡的繳械咒——「去去，武器走」，這才成功封印了凱力奧人。事後，博士保管著封印著凱力奧人的水晶球。

## 反響
《舞台》評論家斯科特·馬修曼對〈勇救莎翁〉整體以正面為主，稱讚了客串演員的表現和文字的力量這一主題。數位間諜的德克·霍根認為情節「荒謬可笑」，但讚揚了製作價值和特效。《SFX》的尼克·塞奇菲爾德給出五星滿分，認為本集的製作「自信滿滿」，並認可其表演、「詼諧」的劇本，以及凱力奧人女巫般外表的概念。IGN的特拉維斯·菲克特給該集打了7.2分（滿分10分），認為情節「直截了當」，但仍表示狄恩·李那斯·凱利的出色表演很有趣。